# Francis McPeake
Francis McPeake (Belfast, Ierland, 5 mei 1885 - 17 maart 1971) was een Ierse muzikant en tekstschrijver.
McPeake lag aan de basis van The McPeake Family, een muziekgroep waarvan meerdere generaties van zijn familie deel uitmaakten.
Sinds 1977 bevindt zich in Belfast een naar McPeake vernoemde en internationaal bekende muziekschool voor traditionele muziek.